# Ополченцы (мемориал)
«Ополче́нцы» — мемориал, входящий в Зелёный пояс Славы. Сооружён в 1966 году трудящимися Октябрьского района Ленинграда в северной части Пушкина, при въезде со стороны Санкт-Петербурга, на берегу реки Кузьминки.
На бетонной стеле изображены защитники Ленинграда, также на ней находится мемориальная надпись. Рядом со стелой установлены два артиллерийских орудия и бетонные противотанковые надолбы. На надолбах находятся мемориальные доски с названиями войсковых частей, оборонявшихся на этом рубеже в 1941 году.
Авторы проекта: архитекторы В. А. Сидоров, Ф. А. Еникеев, В. А. Неверов, В. П. Бойцов, скульпторы Е. В. Черкасов, И. А. Сыроежкин.